# Afton (miasto w stanie Nowy Jork)
Afton – miasto w Stanach Zjednoczonych, w stanie Nowy Jork, w hrabstwie Chenango.